# 10,5-cm-le.FH 18/40/2 (Sf) auf GW III/IV
Die 10,5-cm-leichte Feldhaubitze 18/40/2 (Sf) auf Gw III/IV war eine Artillerie-Selbstfahrlafette mit drehbarem, oben offenen Geschützturm, die im Zweiten Weltkrieg für die deutsche Wehrmacht entwickelt wurde.

## Historische Einordnung

### Spezifisches Fahrzeug
Nach einigen Erprobungen in den Jahren 1943 und 1944 entschied das in Berlin ansässige Heereswaffenamt, dass die 10,5-cm-leichte Feldhaubitze 18/40/2 (Sf) auf Gw III/IV der gewünschte Nachfolger für die 10,5-cm-le.F.H. (Sf) auf Gw II „Wespe“ werden sollte, deren Produktion auslief. Kriegsbedingt ist es nicht mehr zur Fertigung und Auslieferung dieses Fahrzeuges gekommen. Durch eine gewisse Ähnlichkeit mit der zeitgleich von Krupp entwickelten Heuschrecke IVb werden beide nur als Prototypen gefertigte Fahrzeuge häufig miteinander verwechselt.

### Allgemein

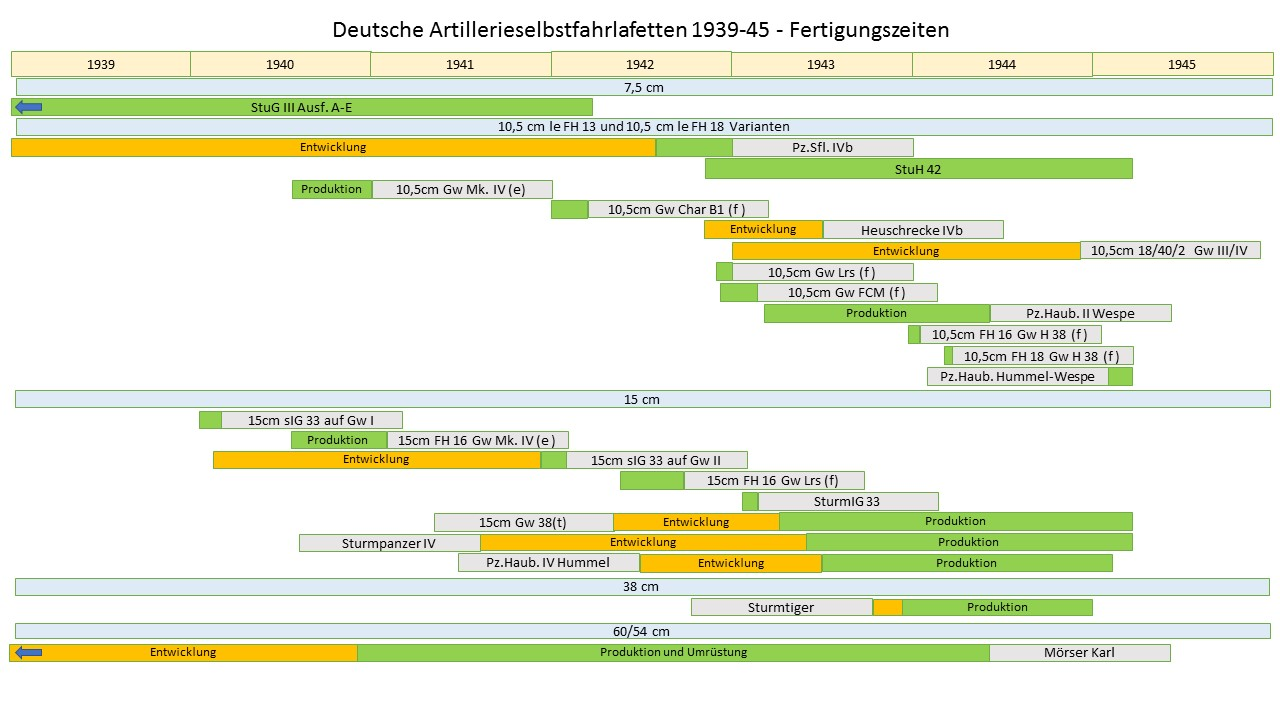
Fertigungszeiten deutscher Selbstfahrlafetten

Konzeptionell sollte zu diesem Zeitpunkt der Entwicklungsgeschichte der deutschen Panzerartillerie ein Fahrzeug entwickelt werden, welches in einem nur durch den Vorstoß der Panzer und Panzergrenadiere gesicherten Gelände zum Einsatz kam. Man ging also von einem dynamischen Gefechtsverlauf mit häufigen Stellungswechseln aus. Deshalb wurden leichte Panzerung, schnelle Feuerbereitschaft und ein Drehturm gefordert. Das Richten mit dem ganzen Fahrzeug hatte man für ein solches Gefecht bereits als zu ungenau bewertet.
Gleichzeitig wurde der Wert der Artillerie für den Abwehrkampf derart hoch eingeschätzt, dass das Geschütz in jedem Fall absetzbar sein sollte. Denn die wertvollen Fahrgestelle sollten möglichst nicht dem gegnerischen Beschuss ausgesetzt werden. Man verfasste einen Anforderungskatalog für ein solches Fahrzeug.

## Entwicklung

### Ausschreibung
Aus den ersten Erfahrungen mit den Prototypen und der Kleinserie der Panzerselbstfahrlafette IVb erstellte das Heereswaffenamt zu Beginn des Jahres 1942 eine konkrete Ausschreibung für eine neue 10,5-cm-Artillerie-Selbstfahrlafette für die Panzertruppe. Diese ging an die Unternehmen Rheinmetall-Borsig (Alkett), Krupp und Škoda.
In der Planung hatte man für das 10,5-cm-Fahrzeug und auch für die 15-cm-Artillerie-Selbstfahrlafette das Fahrgestell des als „Leopard“ projektierten Fahrzeugs. Bis zur Realisierung der Projekts sollten die Selbstfahrlafetten vorübergehend auf einem, aus vorhandenen Fahrgestell-Teilen der Panzer III und IV, neu entworfenen Geschützwagen III/IV (GW III/IV) produziert werden.
Da man erkannt hatte, dass selbst diese Entwicklung einige Zeit in Anspruch nehmen würde, beauftragte man zudem die Entwicklung einer „Zwischenlösung“ auf einem neuen „Geschützwagen II“, der mit Teilen des Panzer II gebaut werden sollte. Klar war, dass der Alkett-Entwurf (Gerät 804), eingeführt als (10,5-cm-le.F.H. 18/2 (Sfl) auf Gw. II) „Wespe“, möglichst bald von einer 10,5-cm-Artillerie-Selbstfahrlafette gemäß der Ausschreibung, beziehungsweise dem Anforderungskatalog, ersetzt werden sollte.
Die ersten Panzerwannen des Geschützwagen III/IV und damit die erforderlichen Informationen über das tatsächlich zur Verfügung stehende Fahrgestell für die geplanten 10,5-cm-Artillerie-Selbstfahrlafette standen ab dem Jahresende 1942 zur Verfügung. In einem Treffen zwischen Wa Prüf 4 (Abteilung 4 des Heereswaffenamtes) und der Firma Krupp am 28. Mai entschieden, mit diesem Fahrgestell nun das Versuchsfahrzeug Heuschrecke IVb zu entwickeln. Rheinmetall, als Wettbewerber von Krupp, war bei diesem Entwurf nur mit der Lieferung des Geschützrohres beteiligt.
Ein Entwurf auf Basis des Panzerkampfwagen T-25 von Škoda wurde nur als Holzmodell realisiert und nicht weiter verfolgt.

### Alkett-Entwurf (10,5-cm-le.FH 18/40/2 (Sf) auf GW III/IV)
Bei Rheinmetall-Borsig (Alkett) entwickelte man eine Selbstfahrlafette, welche die Forderungen des Heeresamtes nahezu vollständig erfüllte. Hierzu wurde eine leichte Feldhaubitze 18/40 leicht angepasst, so dass diese in eigentlich unveränderter Form im Turm des Fahrzeugs montiert werden konnte. Nur die Holme der Unterlafette und die Räder mussten vom Geschütz abmontiert werden. Das gewünschte Rundumfeuer bei einer abgesetzten le.F.H. 18/40 sollte durch einen unter dem Geschütz auf dem Boden stehenden 360°-Schießpilz (Bodenplatte) ermöglicht werden.
Kritisiert wurde nach der Begutachtung des ersten Alkett-Entwurfs am 28. September 1943:
- Die Montage und Demontage der Lafettenteile und Räder benötigen einige Zeit, bevor eine Feuerbereitschaft hergestellt werden kann.
- Die Bauteile, Räder (je 145 kg) und Lafettenholme (je 110 kg) sind für die Mannschaft schwer auf den Aufbau herauf zu wuchten.
- Die Feldhaubitze hat den vollständigen Rücklauf eines Feldgeschützes und benötigt daher im Fahrzeug viel Raum.
- Der gesamte Rückholmechanismus muss gepanzert werden und ist dann für das Nachfüllen des Öls schwerer zugänglich.
- Der Gesamtaufzug des Fahrzeugs wird in dieser Lösung unnötig hoch.
- Rundumfeuer der abgesetzten Waffe ist davon abhängig, ob die Lösung mit dem Schießpilz möglich ist.[5]

Eine endgültige Entscheidung über die Fertigung war nach einer vergleichenden Erprobung der Entwürfe (Alkett und Krupp) im Januar/Februar 1944 geplant. Verzögerungen führten dazu, dass erst am 10. März 1944 ein Bericht erstellt wurde. Hierbei musste Alkett der Erwartung widersprechen, beide Fahrzeuge mit der gleichen Technik der Wanne des Panzer IV bauen zu können. Es würde eine um 10 cm verbreiterte Wanne benötigt, welche jedoch mit der Fertigungstechnik des Panzer IV genauso herstellbar sein würde. Es wurde seitens des Heeresamtes verlangt, dass ab August 1944 ein neues Fahrzeug mit Standardbauteilen gebaut werden sollte.
Für die Erprobung sollten jeweils Versuchs-Batterien aufgestellt werden und eine Truppenerprobung sollte stattfinden. Krupp und Alkett bestätigten, dass man in der Lage wäre, diese im September 1944 mit Fahrzeugen und Geschützen auszurüsten. Alkett merkte jedoch an, dass man allerdings noch nicht in der Lage wäre die Fahrzeuge auf dem Einheitsfahrgestell IV auszuliefern. Bei der Planungsarbeit zeigte sich, dass zwischen dem Ende der Produktion der „Wespe“ und einem Anlaufen der Produktion der neuen Selbstfahrlafette 10,5-cm im September 1945 eine merkliche Lücke entstehen würde, diese sollte eine größere Produktion der Panzerhaubitze „Hummel“ auffangen.
Am 28. Mai 1944 wurde schließlich die überarbeitete leichte Feldhaubitze 18/40/2 (Sf) auf Gw III/IV vorgeführt. Es wurde entschieden das Fahrzeug ohne weitere Truppenerprobung zur Fertigung frei zu geben. In einem Treffen mit Alkett am 4. Juli 1944 wurde festgestellt, dass das Versuchsfahrzeug noch in der Heeresversuchsanstalt Hillersleben war und erst am 15. Juli wieder in Borsigwalde erwartet wurde. Technische Zeichnung für den vorherigen Beginn der Produktion lagen zu dieser Zeit noch nicht vor.
Nach der Planung sollten im Oktober 1944 die ersten 25 Selbstfahrlafetten von Alkett ausgeliefert werden, doch Monat über Monat verschob sich die Lieferung nach hinten. Letztlich wurde am 12. Dezember 1944 entschieden die „le.Pz.Haub.“ Alkett vom Produktionsplan zu streichen.
Vor diesem Hintergrund erklärt sich, dass die eingeführte Panzerhaubitze Hummel mit der leichten 10,5-cm-Feldhaubitze versehen wurde. Das als „Hummel-Wespe“ bekannte Fahrzeug, welches zumindest durch Fotos belegbar als Prototyp gebaut wurde, sollte die Lücke schließen, die durch das Fehlen der 10,5-cm-le.FH 18/40/2 (Sf) auf GW III/IV entstand.

## Technik
Alkett übernahm die Unterwanne von der Panzerhaubitze Hummel, wie es beim Konzept der geplanten Einheitswanne vorgesehen war. Um jedoch das Geschütz in seiner Breite in einen Drehturm zu setzen, war ein breiterer Turmkranz erforderlich, als im regulären Aufbau des Geschützwagen III/IV möglich. Die Oberwanne wurde deshalb neu gestaltet und auch der Turm war speziell für diese Konstruktion neu geschaffen worden. Die Drehbettung, auf der die Rad- und Holm-lose Unterlafette der leichten Feldhaubitze nun ruhte, war in der Lage, die Rückstoßkräfte aufzunehmen und abzuführen. Das Ablasten mit einem 2-t-Behelfskran erforderte nach dem Anheben des Geschützes und der Montage der fehlenden Teile zusätzliche Rampen am Fahrzeug.
Der Aspekt des Rundumfeuerns war für das Heeresamt besonders wichtig. Sollten technische Komponenten des Trägerfahrzeugs beschädigt sein, und das Drehen des Fahrzeugs nicht mehr möglich, war das Geschütz unter Umständen nicht mehr einsetzbar. Der Verlust der artilleristischen Feuerkraft eines Verbandes wurde als große Bedrohung eingestuft, so dass auf den Punkt der Absetzbarkeit des Geschützes für eine weitere Verwendung als gezogenes Geschütz erheblichen Wert gelegt wurde.

## Geschichte
Die Entwicklung der 10,5-cm-le.FH 18/40/2 (Sf) auf GW III/IV führte letztlich nicht zu einem Fahrzeug, welches in den Fronteinsatz gelangte. Technisch gesehen lieferte das Fahrzeug genau das, was das Heeresamt der Industrie als Aufgaben gestellt hatte. Insofern ist die Ingenieursleistung des Teams bei Rheinmetall beeindruckend, welche den Entwurf und den Prototypen realisierte. Die Wirtschaftlichkeit des Entwurfes ist zumindest im Vergleich mit den in großen Stückzahlen gefertigten Fahrzeugen vom Typ Wespe in Frage zu stellen. Letztlich fehlte es der Wehrmacht nicht an hochwertigen Fahrzeugen, sondern die viel zu geringe Zahl, die begrenzten Fertigungskapazitäten und die Schwächen bei Versorgung und Instandhaltung der existierenden Fahrzeuge mussten zwangsläufig zum bekannten Ausgang des Zweiten Weltkrieges führen. Auch ein „moderneres“ Fahrzeug wäre nicht in der Lage gewesen dies zu ändern.
Der Prototyp gehört zu den von den US-Streitkräften erbeuteten Fahrzeugen, welche zur genauen Begutachtung und Erprobung in die Vereinigten Staaten gebracht wurden.

## Einzelnachweise

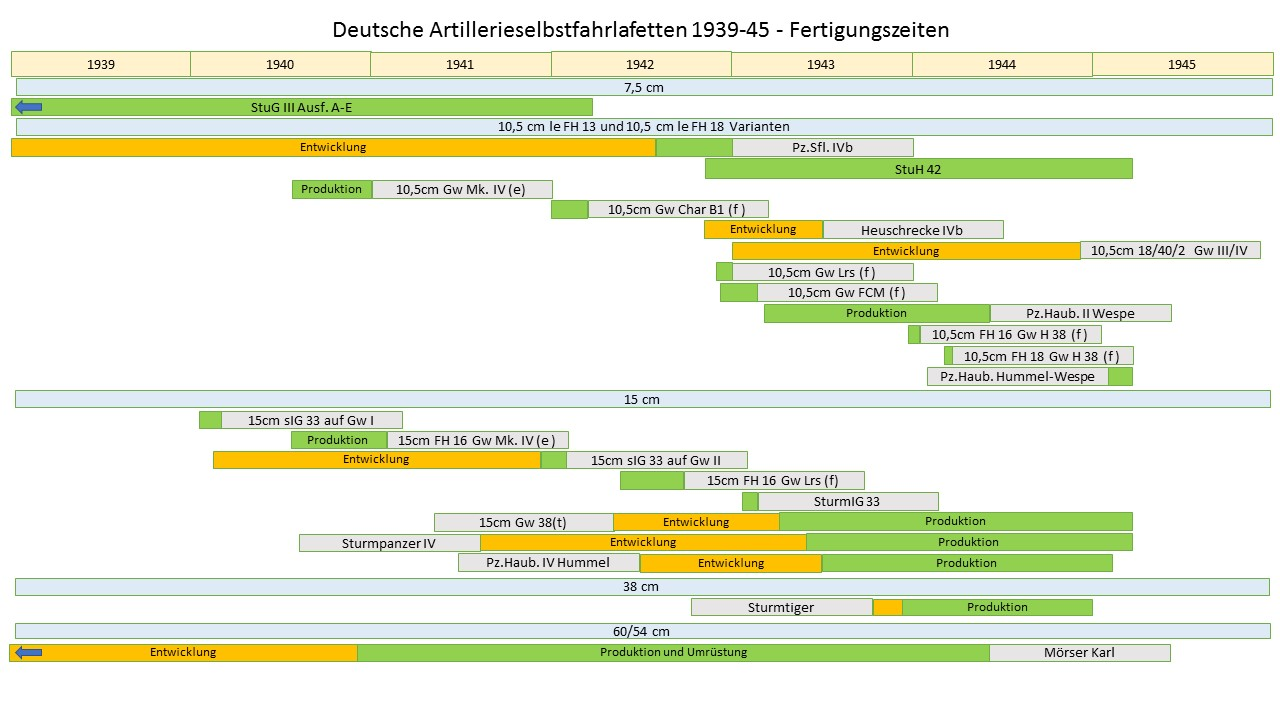